# Grattan Bridge
Die Grattan Bridge,  irisch Droichead Grattan, auch Capel Street Bridge, ist eine Steinbogenbrücke über den Fluss Liffey in Dublin, Irland.

## Geschichte
Die Grattan Bridge ist die drittälteste feste Querung des Liffey in Dublin. Humphrey Jervis baute zur Erschließung des Landes nördlich des Flusses 1676 die erste Brücke an dieser Stelle, eine Steinbrücke mit hölzerner Klappbrücke im Mittelteil. Die Brücke war damals die östlichste Brücke der Stadt. Im Jahr 1722 wurde ein Reiterstandbild des englischen Königs Georg I. auf einem Vorbau an der stromaufwärts gelegenen Seite der Brücke errichtet. Die Brücke musste ständig repariert werden, da die Fundamente der Pfeiler direkt auf das Flussbett gebaut waren, außerdem war die Zufahrt auf der Südseite ungenügend. Die Stadtregierung ließ deshalb eine neue, der Westminster Bridge nachempfundene Brücke bauen, die 1755 eröffnet wurde und 1757 mit der ebenfalls neu erstellten Parliament Street im Süden eine verbesserte Zufahrt erhielt.
In den 1870er Jahren wurde unter der Leitung des Hafeningenieurs Bindon Stoney die Brücke umgebaut und verbreitert. Der Stil der alten Brücke wurde beibehalten, im Besonderen wurde die Fundierung weiter verwendet, aber das Brückendeck wurde flach ohne Anstieg zur Mitte hin gestaltet. Die Brücke wurde 1874 bei der Eröffnung nach dem Umbau nach dem irischen Politiker Henry Grattan benannt, der für die parlamentarische Souveränität Irlands vom Vereinigten Königreich eintrat. Die Baukosten beliefen sich auf 25.380 Pfund.

## Bauwerk
Die 52 m lange Brücke hat 5 Öffnungen, wobei die mittleren drei elliptischen Bögen deutlich größer sind als die beiden seitlichen halbkreisförmigen. Der mittlere Bogen hat mit 14 m die größte Stützweiten, die daneben liegenden haben eine solche von 12,6 m, die kleinen messen 6,3 m. Die Fußgängerstege wurden als Auskragungen gestaltet und mit einer schmiedeeisernen Brüstung versehen.